# 馬米孔·姆納察卡尼揚
馬米孔·姆納察卡尼揚（1942年—），是一名亞美尼亞數學家和科學家，曾擔任天文台科學主任、大學教授等職務；他曾經參與合撰書籍、地震安全研究和「Project Mathematics!」計劃。

## 生平
姆納察卡尼揚曾就讀埃里溫國立大學，主修理論物理學、天體物理學和數學；他在1965年以最优等的成绩畢業，被頒授理學士的學銜。在1969年、1984年和1985年，姆納察卡尼揚分別獲埃里溫國立大學、蘇聯高等鉴定委员会和蘇聯科學院頒授哲學博士學銜、自然科學博士学位（主修物理或數學）和高級科學研究員文憑。
在1965年至1985年間，姆納察卡尼揚於布拉堪天文台擔任研究員和科學主任，曾經與知名天體物理學家維克托·安巴楚勉共事。姆納察卡尼揚在求學時期提出可视微积分理論，此理論不被當時的著名數學家接受，卻引起安巴楚勉的注意；在安巴楚勉的指示下，姆納察卡尼揚的理論得以於亞美尼亞科學院發表。
安巴楚勉被譽為「蘇聯理論天體物理學之父」，他在1941年提出了有助解決部分輻射轉移理論性問題的不變性原理；1972年，姆納察卡尼揚找出解決這些問題的另一個方法，此方法不但較為簡便，也可用於解決一些數學問題。由於姆納察卡尼揚對輻射轉移理論的貢獻，他在1984年被提名獲得蘇聯國家獎。
1988年的亞美尼亞大地震後，姆納察卡尼揚開始研究地震安全的問題。他與其他蘇聯科學家共同研究亞美尼亞核電廠的地震安全，又設計了一個有關亞美尼亞地震防災的專題；姆納察卡尼揚又得到加利福尼亚州提供總值100萬美元的科學器材，用以在亞美尼亞構建地震監測網。
1997年，姆納察卡尼揚移居美國，參與加州理工學院的研究計劃；移居美國後，姆納察卡尼揚與美國數學家湯姆·麥克·阿波斯托合撰《幾何學的新天地》，此書被認為是「數學領域上的革命」。